# ミミエガイ
ミミエガイ (耳江貝、学名 Striarca symmetrica)はサンカクサルボウ科に分類される小型の二枚貝の1種である。旧来はフネガイ科に分類されていたが、靭帯の形態の違いによりサンカクサルボウ科に分類されるようになった。

## 分布
日本（房総半島以南）から南アフリカまでのインド-西太平洋に分布する。

## 形態
殻殻
成貝は殻長約15mm前後になる。前後に長い箱型で、殻頂はやや前寄りの中央近くにある。貝殻は厚くてよく膨らみ、後ろ側へ少し伸びて角張る。殻表には細かい放射肋があり、光沢は無い。鉸歯はフネガイ類の特徴として、多数の鉸歯が直線的に並ぶ多歯式。直線的な鉸歯列の両端がやや角張って、台形に近い外観。鉸歯列と殻頂の間に靭帯面がある。サンカクサルボウ科の特徴として、靭帯は分岐せずに縦に垂直に配列する。内面は白色で、前後に閉殻筋痕があるが、外套線の湾入は無い。生貝の殻表には灰褐色の殻皮があるが、部分的に剥げていることもある。
軟体部
水管をもたず、足はあまり発達せず、足に足糸溝がある。鰓は糸鰓型。

## 生態
潮間帯の岩礫の裏側に足糸で付着してくらす。周期的に性転換し、冬季は大部分がメスだが、生殖をおこなう夏季にはオスが増える。

## 類似種
- ニヨリミミエガイ Striarca oyamai Habe, 1953

内海に生息し、靭帯が大きいものをミミエガイと区別する場合の呼称。1953年に新種として記載されたが、記載者である波部本人が、後にミミエガイの異名とした。ただしミミエガイの中には複数の種が含まれる可能性がある。
- マルミミエガイ Didimacar tenebrica (Reeve, 1844)

ミミエガイよりも大きく育ち、貝殻は褐色を帯びる。鉸歯列がなだらかに湾曲し、貝殻の形はやや長円形に近い。殻頂は前寄りにねじれ曲がり、鉸歯列との間はとても狭く、靭帯面はほとんど認められない。潮間帯以下に生息し、分布はミミエガイと同様に房総半島以南。
- ヨコヤマミミエガイ Verilarca interplicata (Grabau & S. G. King, 1928)

殻頂が若干後方よりで、前後対称的。靭帯面が広い。マルミミエガイ同様に褐色を帯びて殻長は2cmとなる。房総半島以南、中国大陸にかけて分布。
- Striarca centenaria (Say, 1824)

ホンミミエガイ属 Striarca Conrad, 1862 のタイプ種。米国東岸に分布。バージニア州鮮新世の化石は3cmに達し、よく膨らんでいる。Barbatiaと間違えやすい。
- リンネホンミミエガイ Striarca lactea (Linnaeus, 1758)

欧州に分布。貝殻は白色で、靭帯は黒くて片側が三角形、両弁合わさって菱形。

## 化石
渥美半島の更新世の地層からミミエガイ・ヨコヤマミミエガイ・マルミミエガイの化石が見つかっている。また房総半島南端の完新世に隆起した地層からミミエガイが見つかっている。